# Le Menuet lilliputien
Le Menuet lilliputien je francouzský němý film z roku 1905. Režisérem je Georges Méliès (1861–1938). Film trvá zhruba 1 minutu.

## Děj
Kouzelník a jeho asistent roztančí čtyři liliputány, ze kterých se následně stanou postavy z karetní hry. Kouzelník nechá čtyři pohybující se karty zmenšit, aby je následně mohl nechat zmizet vyhozením do vzduchu. Kouzelník a jeho asistent se na závěr ukloní a odejdou.